# Canada op de Olympische Zomerspelen 1956
Canada nam deel aan de Olympische Zomerspelen 1956 in Melbourne, Australië. Er namen 92 sporters deel in veertien olympische sportdisciplines, waarbij zes medailles werden behaald.

## Medailles
| Sport          | Olympiër(s) | Onderdeel                  | Medaille |
| -------------- | --- | -------------------------- | -------- |
| Roeien         | Archibald MacKinnon Lorne Loomer Walter D'Hondt Donald Arnold                                                                            | vier-zonder (m)            | Goud     |
| Schietsport    | Raymond Ouellette | 50m geweer 3 houdingen (m) | Goud     |
| Roeien         | Philip Kueber Richard McClure Robert Wilson David Helliwell Donald Pretty William McKerlich Douglas McDonald Lawrence West Carlton Ogawa | acht (m)                   | Zilver   |
| Paardensport   | John Rumble Jim Elder Brian Herbinson | eventing team (m)          | Brons    |
| Schietsport    | Stuart Boa | 50m geweer liggend (m)     | Brons    |
| Schoonspringen | Irene MacDonald | 3m plank (v)               | Brons    |

## Deelnemers en resultaten

### Atletiek
| Olympiër                                                        | Onderdeel             | Resultaat | Prestatie                                                                        |
| --------------------------------------------------------------- | --------------------- | --------- | -------------------------------------------------------------------------------- |
| Dick Harding                                                    | 100m (m)              | 39e       | serie 11: 3de in 11,20                                                           |
| Stan Levenson                                                   | 100m (m)              | 11e       | serie 10: 1ste in 10,94 kwartfinale 3: 3de in 10,93 halve finale 1: 5de in 10,94 |
| Jack Parrington                                                 | 100m (m)              | 59e       | serie 4: 5de in 11,62                                                            |
| Joseph Foreman                                                  | 200m (m)              | 41e       | serie 8: 4de in 22,28                                                            |
| John Parrington                                                 | 200m (m)              | 51e       | serie 11: 5de in 22,61                                                           |
| Murray Cockburn                                                 | 400m (m)              | 23e       | serie 1: 2de in 49,07 kwartfinale 2: 6de in 49,74                                |
| Laird Sloan                                                     | 400m (m)              | 33e       | serie 4: 4de in 50,18                                                            |
| Terry Tobacco                                                   | 400m (m)              | 14e       | serie 2: 1ste in 47,92 kwartfinale 1: 4de in 47,79                               |
| Douglas Clement                                                 | 800m (m)              | series    | serie 2: 8ste in 1.56,92                                                         |
| Douglas Kyle                                                    | 5000m (m)             | 21e       | serie 2: 8ste in 14.59,0                                                         |
| Douglas Kyle                                                    | 10000m (m)            | 23e       |                                                                                  |
| Joseph Foreman Richard Harding Stanley Levenson John Parrington | 4x100m (m)            | 13e       | serie 3: 4de in 41,75                                                            |
| Douglas Clement Murray Cockburn Laird Sloan Terry Tobacco       | 4x400m (m)            | 5e        | serie 1: 1ste in 3.10,59 finale: 5de in 3.10,2                                   |
| Alexander Oakley                                                | 20km snelwandelen (m) | DNF       | niet gefinisht                                                                   |
| Ken Money                                                       | hoogspringen (m)      | 5e        | kwalificatie: 17de met 1,92m finale: 5de met 2,03m                               |
|                                                                 |                       |           |                                                                                  |
| Eleanor Haslam                                                  | 100m (v)              | 15e       | serie 4: 4de in 11,8                                                             |
| Diane Matheson                                                  | 100m (v)              | 26e       | serie 3: 6de in 12,4                                                             |
| Maureen Rever                                                   | 100m (v)              | 17e       | serie 2: 5de in 12,2                                                             |
| Diane Matheson                                                  | 200m (v)              | 22e       | serie 3: 5de in 25,7                                                             |
| Maureen Rever                                                   | 200m (v)              | 23e       | serie 6: 5de in 26,1                                                             |
| Eleanor Haslam Dorothy Kozak Diane Matheson Maureen Rever       | 4x100m (v)            | 9e        | serie 1: 5de in 46,79                                                            |
| Dorothy Kozak                                                   | verspringen (v)       | 17e       | kwalificatie: 17de met 5,50m                                                     |
| Alice Whitty                                                    | hoogspringen (v)      | 16e       | kwalificatie: 16de met 1,58m finale: 16de met 1,55m                              |
| Jacqueline MacDonald                                            | kogelstoten (v)       | 10e       | kwalificatie: 13de met 13,11m finale: 10de met 14,31m                            |
| Jacqueline MacDonald                                            | discuswerpen (v)      | 19e       | kwalificatie: 19de met 40,41m                                                    |
| Ida George                                                      | speerwerpen (v)       | 16e       | kwalificatie: 16de met 39,73m                                                    |

### Basketbal
| Olympiër | Onderdeel | Resultaat | Prestatie |
| --- | --------- | --------- | --- |
| Ron Bissett Doug Brinham Mel Brown Bob Burtwell Ed Lucht Don Macintosh John McLeod Coulter Osborne Bob Pickel Ron Stuart George Stulac Ed Wild | mannen    | 9e        | 1ste ronde groep B: 3de V van Sovjet-Unie: 59-97 W van Singapore: 85-58 V van Frankrijk: 62-79 9-15de plek groep 2: 1ste W van Zuid-Korea: 74-63 W van Japan: 73-60 9-12de plek: W van Australië: 83-38 9-10de plek: W van Japan: 75-60 |

| 1ste ronde Groep B |             |             |             |             |            |            |            |        |
| #                  | Land        | Wedstrijden | Wedstrijden | Wedstrijden | Doelpunten | Doelpunten | Doelpunten | Punten |
| #                  | Land        | G           | W           | V           | V          | T          | Saldo      | Punten |
| 1                  | Frankrijk   | 3           | 3           | 0           | 236        | 183        | +53        | 6      |
| 2                  | Sovjet-Unie | 3           | 2           | 1           | 255        | 177        | +78        | 5      |
| 3                  | Canada      | 3           | 1           | 2           | 206        | 234        | -28        | 4      |
| 4                  | Singapore   | 3           | 0           | 3           | 154        | 257        | -103       | 3      |

| Ronde      | Plaats      | Land  | Score     | Land |
| ---------- | ----------- | ----- | --------- | ---- |
| Groepsfase |             |       |           |      |
| Melbourne  | Sovjet-Unie | 97-59 | Canada    |      |
| Melbourne  | Canada      | 85-58 | Singapore |      |
| Melbourne  | Frankrijk   | 79-62 | Canada    |      |

| 9-15de plek groep 2 |            |             |             |             |            |            |            |        |
| #                   | Land       | Wedstrijden | Wedstrijden | Wedstrijden | Doelpunten | Doelpunten | Doelpunten | Punten |
| #                   | Land       | G           | W           | V           | V          | T          | Saldo      | Punten |
| 1                   | Canada     | 2           | 2           | 0           | 147        | 123        | +24        | 4      |
| 2                   | Japan      | 2           | 1           | 1           | 143        | 140        | +3         | 3      |
| 3                   | Zuid-Korea | 2           | 0           | 2           | 130        | 157        | -27        | 0      |

| Ronde       | Plaats     | Land  | Score  | Land |
| ----------- | ---------- | ----- | ------ | ---- |
| Groepsfase  |            |       |        |      |
| Melbourne   | Zuid-Korea | 63-74 | Canada |      |
| Melbourne   | Canada     | 73-60 | Japan  |      |
| 9-12de plek |            |       |        |      |
| Melbourne   | Australië  | 38-83 | Canada |      |
| 9-10de plek |            |       |        |      |
| Melbourne   | Japan      | 60-75 | Canada |      |

### Boksen
| Olympiër         | Onderdeel   | Resultaat | Prestatie                                                                                           |
| ---------------- | ----------- | --------- | --------------------------------------------------------------------------------------------------- |
| Edward Beattie   | -60kg (m)   | 5e        | 1ste ronde: vrij 2de ronde: W van THA Chundakovsolya: punten kwartfinale: V van URS Lagetko: punten |
| Leslie Mason     | -63,5kg (m) | 9e        | 1ste ronde: vrij 2de ronde: V van RSA Loubscher: punten                                             |
| Walter Kozak     | -67kg (m)   | 9e        | 1ste ronde: V van ARG Gelabert: punten                                                              |
| James Montgomery | -71kg (m)   | 9e        | 1ste ronde: V van EUA Kienast: punten                                                               |
| Ralph Hosack     | -75kg (m)   | 9e        | 1ste ronde: V van URS Shatkov: punten                                                               |
| Gerald Collins   | -81kg (m)   | 9e        | 1ste ronde: V van ITA Panunzi: punten                                                               |

### Gewichtheffen
| Olympiër       | Onderdeel | Resultaat | Prestatie                                                                                 |
| -------------- | --------- | --------- | ----------------------------------------------------------------------------------------- |
| Jules Sylvain  | -60kg (m) | 9e        | drukken: 9de met 92,5kg trekken: 7de met 95kg stoten: 9de met 122,5kg totaal: 310kg       |
| Adrien Gilbert | -75kg (m) | 8e        | drukken: 8ste met 112,5kg trekken: 5de met 115kg stoten: 9de met 142,5kg totaal: 370kg    |
| Dave Baillie   | +90kg (m) | 6e        | drukken: 4de met 147,5kg trekken: 7de met 122,5kg stoten: 6de met 162,5kg totaal: 432,5kg |

### Gymnastiek
| Olympiër                 | Onderdeel                | Resultaat | Prestatie |
| ------------------------ | ------------------------ | --------- | --- |
| Ed Gagnier               | meerkamp individueel (m) | 49e       | vloer: 37ste met 18,05 punten sprong: 43ste met 18,05 punten brug: 48ste met 17,65 punten rekstok: 53ste met 16,10 punten ringen: 42ste met 16,85 punten paard met bogen: 45ste met 17,70 punten totaal: 104,40 punten |
|                          |                          |           | |
| Ernestine Russell-Carter | meerkamp individueel (v) | 56e       | vloer: 320ste met 18,20 punten sprong: 45ste met 17,833 punten brug: 61ste met 16,133 punten balk: 61ste met 15,766 punten totaal: 67,933 punten                                                                       |

### Kanovaren
| Olympiër                         | Onderdeel      | Resultaat | Prestatie                                    |
| -------------------------------- | -------------- | --------- | -------------------------------------------- |
| George Bossy                     | C-1 1000m (m)  | 8e        | 5.39,4                                       |
| Donald Stringer                  | C-1 10000m (m) | 7e        | 59.57,5                                      |
| William Collins Bert Oldershaw   | C-2 1000m (m)  | 7e        | serie 2: 4de in 5.08,9 finale: 7de in 5.11,0 |
| William Stevenson Thomas Hodgson | C-2 10000m (m) | 9e        | 56.50,2                                      |
| Robert Smith                     | K-1 1000m (m)  | 16e       | serie 1: 6de in 4.54,2                       |
| Lloyd Rice                       | K-1 10000m (m) | 10e       | 52.00,4                                      |
| Robert Smith Leslie Melia        | K-2 1000m (m)  | 14e       | serie 3: 4de in 4.27,8                       |

### Roeien
| Olympiër | Onderdeel       | Resultaat | Prestatie                                                                     |
| --- | --------------- | --------- | ----------------------------------------------------------------------------- |
| Archibald MacKinnon Lorne Loomer Walter D'Hondt Donald Arnold                                                                         | vier-zonder (m) | Goud      | serie 1: 1ste in 6.36,6 halve finale 1: 1ste in 7.47,7 finale: 1ste in 7.08,8 |
| Philip Kueber Richard McClure Robert Wilson David Helliwell Donald Pretty Bill McKerlich Douglas McDonald Lawrence West Carlton Ogawa | acht (m)        | Zilver    | serie 1: 2de in 6.07,1 halve finale 2: 1ste in 6.57,0 finale: 2de in 6.37,1   |

### Schermen
| Olympiër       | Onderdeel  | Resultaat | Prestatie                                   |
| -------------- | ---------- | --------- | ------------------------------------------- |
| Roland Asselin | degen (m)  | 29e       | 1ste ronde groep 1: 5de met 2 overwinningen |
| Roland Asselin | floret (m) | 28e       | 1ste ronde groep 4: 7de met 0 overwinningen |
| Roland Asselin | sabel (m)  | 31e       | 1ste ronde groep 3: 5de met 2 overwinningen |

### Schietsport
| Olympiër         | Onderdeel                   | Resultaat | Prestatie                             |
| ---------------- | --------------------------- | --------- | ------------------------------------- |
| Gil Boa          | 50m geweer 3 houdingen (m)  | 6e        | 1159 punten: (400-391-368)            |
| Gerald Ouellette | 50m geweer 3 houdingen (m)  | 21e       | 1159 punten: (394-374-368)            |
| Gil Boa          | 50m geweer liggend (m)      | Brons     | 598 punten: (99-100-100-100-100-99)   |
| Gerald Ouellette | 50m geweer liggend (m)      | Goud      | 600 punten: (100-100-100-100-100-100) |
| Gerald Ouellette | 300m geweer 3 houdingen (m) | 11e       | 1066 punten: (370-357-339)            |
| James Zavitz     | 50m pistool (m)             | 13e       | 536 punten: (94-89-88-90-88-87)       |
| James Zavitz     | 25m snelvuurpistool (m)     | 25e       | 547 punten: (274-273)                 |
| Earl Caldwell    | trap (m)                    | 17e       | 169 punten                            |
| Frank Opsal      | trap (m)                    | 32e       | 118 punten                            |

### Schoonspringen
| Olympiër        | Onderdeel     | Resultaat | Prestatie                                                                            |
| --------------- | ------------- | --------- | ------------------------------------------------------------------------------------ |
| William Patrick | 3m plank (m)  | 10e       | voorronde: 11de met 75,64 punten finale: 10de met 51,68 punten totaal: 127,32 punten |
| William Patrick | 10m toren (m) | 15e       | voorronde: 15de met 67,71 punten                                                     |
| Irene MacDonald | 3m plank (v)  | 10e       | voorronde: 2de met 73,25 punten finale: 5de met 48,15 punten totaal: 121,40 punten   |

### Wielersport
| Olympiër                                | Onderdeel             | Resultaat | Prestatie                                 |
| Baan                                    | Baan                  | Baan      | Baan                                      |
| --------------------------------------- | --------------------- | --------- | ----------------------------------------- |
| Fred Markus                             | sprint (m)            | 8e        | serie 4: 3de 1ste ronde herkansingen: 3de |
| James Davies                            | tijdrit (m)           | 17e       | 1.15,2                                    |
| Weg                                     |                       |           |                                           |
| James Davies                            | wegwedstrijd (m)      | DNF       | niet gefinisht                            |
| Fred Markus                             | wegwedstrijd (m)      | DNF       | niet gefinisht                            |
| Patrick Murphy                          | wegwedstrijd (m)      | 29e       | 5:27.28                                   |
| James Davies Patrick Murphy Fred Markus | wegwedstrijd team (m) | DNF       | niet gefinisht                            |

### Worstelen
| Olympiër       | Onderdeel   | Resultaat   | Prestatie                                                                                             |
| Vrije stijl    | Vrije stijl | Vrije stijl | Vrije stijl                                                                                           |
| -------------- | ----------- | ----------- | --- |
| Bruno Ochman   | -73kg (m)   | 14e         | 1ste ronde: V van BUL Petkov                                                                          |
| Bob Steckle    | -87kg (m)   | 11e         | 1ste ronde: V van AUS Coote 2de ronde: V van IRI Takthi                                               |
| Grieks-Romeins |             |             | |
| Bob Steckle    | -87kg (m)   | 4e          | 1ste ronde: W van AUS Macha 2de ronde: V van SWE Nilsson 3de ronde: vrij 4de ronde: V van BUL Sirakov |

### Zeilen
| Olympiër                                       | Onderdeel    | Resultaat | Prestatie                           |
| ---------------------------------------------- | ------------ | --------- | ----------------------------------- |
| Bruce Kirby                                    | finn         | 8e        | 3213 punten: (5-17-6-10-8-11-6)     |
| Alfredo Jorge Ebling Bercht Rolf Ebling Bercht | 12m² sharpie | 11e       | 1349 punten: (DNF-6-8-DNF-DSQ-9-10) |
| Eugene Pennell George Parsons                  | star         | 10e       | 1349 punten: (11-7-9-DNF-10-7-10)   |
| David Howard Cliff Howard Donald Tytler        | dragon       | 8e        | 3186 punten: (6-7-10-11-3-7-5)      |

### Zwemmen
| Olympiër                                                  | Onderdeel             | Resultaat | Prestatie                                                                  |
| --------------------------------------------------------- | --------------------- | --------- | -------------------------------------------------------------------------- |
| George Park                                               | 100m vrije slag (m)   | 17e       | serie 5: 5de in 58,8                                                       |
| William Slater                                            | 400m vrije slag (m)   | 12e       | serie 4: 3de in 4.40,4                                                     |
| William Slater                                            | 1500m vrije slag (m)  | 5e        | serie 1: 3de in 18.51,6 finale: 5de in 18.38,1                             |
| George Park                                               | 200m vlinderslag (m)  | 17e       | serie 3: 5de in 2.47,2                                                     |
|                                                           |                       |           |                                                                            |
| Virginia Grant                                            | 100m vrije slag (v)   | 17e       | serie 5: 3de in 1.05,1 halve finale 2: 3de in 1.05,5 finale: 5de in 1.05,4 |
| Gladys Priestley                                          | 100m vrije slag (v)   | 27e       | serie 4: 7de in 1.09,2                                                     |
| Helen Stewart                                             | 100m vrije slag (v)   | 15e       | serie 1: 3de in 1.07,1 halve finale 1: 7de in 1.07,9                       |
| Gladys Priestley                                          | 400m vrije slag (v)   | 15e       | serie 2: 4de in 5.27,5                                                     |
| Beth Whittall                                             | 400m vrije slag (v)   | 21e       | serie 1: 4de in 5.21,7                                                     |
| Sara Barber                                               | 100m rugslag (v)      | 17e       | serie 3: 2de in 1.14,3 finale: 7de in 1.14,3                               |
| Lenora Fisher                                             | 100m rugslag (v)      | 18e       | serie 1: 7de in 1.17,5                                                     |
| Sara Barber                                               | 100m vlinderslag (v)  | 8e        | serie 1: 3de in 1.16,2 finale: 8ste in 1.18,4                              |
| Beth Whittall                                             | 100m vlinderslag (v)  | 7e        | serie 2: 4de in 1.16,9 finale: 7de in 1.17,9                               |
| Helen Stewart Gladys Priestley Sara Barber Virginia Grant | 4x100m vrije slag (v) | 5e        | serie 2: 3de in 4.29,3 finale: 5de in 4.28,3                               |

Afghanistan · Argentinië · Australië · Bahama's · België · Bermuda · Birma · Brazilië · Brits-Guiana · Bulgarije · Cambodja* · Canada · Ceylon · Chili · Colombia · Cuba · Denemarken · Duits eenheidsteam · Egypte* · Ethiopië · Fiji · Filipijnen · Finland · Frankrijk · Griekenland · Groot-Brittannië · Hongarije · Hongkong · Ierland · IJsland · India · Indonesië · Iran · Israël · Italië · Jamaica · Japan · Joegoslavië · Kenia · Liberia · Luxemburg · Malakka · Mexico · Nederland* · Nieuw-Zeeland · Nigeria · Noord-Borneo · Noorwegen · Oeganda · Oostenrijk · Pakistan · Peru · Polen · Portugal · Puerto Rico · Roemenië · Singapore · Sovjet-Unie · Spanje* · Taiwan · Thailand · Trinidad en Tobago · Tsjecho-Slowakije · Turkije · Uruguay · Venezuela · Verenigde Staten · Vietnam · Zuid-Afrika · Zuid-Korea · Zweden · Zwitserland*

*alleen deelgenomen in Stockholm